# Gówno się pali
Gówno się pali (cz. Hovno hoří) – druga książka Petra Šabacha, wydana po raz pierwszy w 1994. 
Książka składa się z trzech części. Dwie pierwsze stanowią opowiadania: Zakład (Sázka), którego akcja dzieje się w hospodzie i Ballevue osadzonego w rodzinnym gospodarstwie. Trzecią częścią jest nowela Woda z sokiem (Voda se šťávou) dziejąca się w Pradze w okresie socjalizmu. 
Fabuła książki zawiera liczne elementy autobiograficzne. Tytuł został zaczerpnięty z prologu, który opisuje motyw przewodni książki: różnice między światem męskim i żeńskim, a przede wszystkim między dwoma spojrzeniami na świat. W autobusie na trasie Paryż-Praga dziewczyny entuzjastycznie zachwycają się pluszowym zwierzątkiem, podczas gdy chłopcy-okularnicy rozważają, czy gówno się pali. Te dwa światy rozdziela jedynie wąskie przejście. 
Šabach opisuje metodę pisania książki jako „jaskółcze gniazdo” („vlaštovčí hnízdo”), tj. dodawanie różnych opowiadań wokół głównego wątku. 
Na podstawie Wody z sokiem napisano scenariusz filmów Pod jednym dachem oraz fragmenty Pupendo i film krótkometrażowy Jaroslava Pauera. Książka doczekała się 17 wydań w Czechach. Została przetłumaczona m.in. na angielski, hiszpański, polski i ukraiński. 